# Paweł Bartkowiak
Paweł Bartkowiak (* 21. Juli 1962) ist ein ehemaliger polnischer Radrennfahrer und nationaler Meister im Radsport.

## Sportliche Laufbahn
Bartkowiak war Straßenradsportler. Mit seinem Bruder Mariusz Bartkowiak gewann er 1984 und 1986 die nationale Meisterschaft im Paarzeitfahren, 1985 wurde er Vize-Meister. 1982 war er Dritter der Meisterschaft im Mannschaftszeitfahren.
1984 gewann er bei seiner zweiten Teilnahme eine Etappe der Polen-Rundfahrt und wurde 9. der Gesamtwertung. In der nationalen Meisterschaft im Einzelzeitfahren 1985 wurde er Dritter. Bei den UCI-Straßen-Weltmeisterschaften 1985 kam er mit dem polnischen Straßenvierer auf den 5. Platz, 1986 wurde er mit dem Team Neunter. Das Etappenrennen von Bełchatów gewann er ebenfalls in der Saison 1985, ebenso den Giro di Calabria mit zwei Etappensiegen.
1986 war er in der Tour of Małopolska erfolgreich. In der Rheinland-Pfalz-Rundfahrt wurde er Sechster. Das Paarzeitfahren Flèche d’Or 1986 gewann er mit seinem Bruder Mariusz Bartkowiak als Partner. 1988 wurde er Dritter Tunesien-Rundfahrt.
Die Internationale Friedensfahrt bestritt er dreimal. 1984 wurde er 27., 1985 21. und 1986 31. der Gesamtwertung.